# Ниплинг, Эдвард
Эдвард Фред Ниплинг (англ. Edward F. Knipling; 20 марта 1909 — 17 марта 2000) — американский энтомолог, наиболее известен разработкой «техники стерильных насекомых» (SIT) для борьбы с эпидемиями.

## Биография
Ниплинг вырос в Техасе на скотоводческом ранчо своей семьи. Учился в Техасском университете A&M и Университете штата Айова. Занимался исследованиями мухи-вертишейки из Нового Света, паразита крупного рогатого скота, в качестве энтомолога Министерства сельского хозяйства США (USDA). Именно здесь начинается его сотрудничество с Раймондом К. Бушлендом. Во время Второй мировой войны работал в Министерстве сельского хозяйства США для армии США в области защиты от болезней, распространяемых насекомыми. Он был награжден медалью «За заслуги» США в 1947 году и медалью короля Великобритании «За службу» в 1948 году за разработку эффективной защиты от вшей (включая переносчиков тифа) и других насекомых с помощью инсектицида ДДТ.
После Второй мировой войны получил докторскую степень по энтомологии в Университете штата Айова и поступил на работу в Министерство сельского хозяйства США в Вашингтоне, на должность руководителя отдела энтомологии. В начале 1950-х годов он продолжил свою довоенную работу по технике стерильных насекомых совместно с Бушлендом, для уничтожения или подавления угрозы, которую представляют вредители для скота и сельскохозяйственных культур, обеспечивающих мировую продовольственную безопасность. В 1973 году вышел на пенсию, но до самой смерти оставался консультантом Министерства сельского хозяйства США.
Был членом Национальной академии наук, а в 1970 году был избран в Американскую академию искусств и наук. В 1966 году был удостоен Национальной медали науки. В 1995 году он получил Японскую премию, а в 1992 году — Всемирную продовольственную премию совместно с Раймондом Бушлендом. В 1970 году журнал Life назвал его одним из 100 наиболее выдающихся людей в мире. В 1975 году получил звание почётного доктора Университета Флориды.
Ниплинг был женат на биологе Фиби Холл Ниплинг. В браке родились пятеро детей.